# Димитър Блъсков
Димитър Рашков (Райков) Блъсков е български писател, учител, преводач и книжар.

## Биография

### Произход и обрзование
Димитър Блъсков е роден през 1842 година в Черковна, Провадийско. Син е на Рашко Блъсков и брат на Илия Блъсков и Андрей Блъсков. Учи при баща си в родното си село и в Калипетрово (дн. квартал на Силистра). Продължава образованието си в Одеската семинария (1860–1864) като стипендиант на силистренската община, през 1861 г. прекъсва поради заболяване и отива при брат си Илия в Шумен. Връща се в Одеса и продължава образованието си в гимназия.

### Просветителна дейност
Установява се в Браила, където помага на баща си в издаването на сп. „Духовни книжки“. Списанието фалира, Димитър Блъсков поема задълженията и лежи шест месеца в затвор в Шумен. Съдружничи на брат си Илия Блъсков при отварянето на книгопродавница в Шумен (1866). От 1869 г. преподава в с. Дивдядово (дн. квартал на Шумен). Ръкоположен за свещеник в с. Аврен, Варненско, където умира. Прототип на герой от „Трима братя“ на Илия Блъсков.
Превежда от руски първа книга на „Изгубений рая“, първи български превод от [Джон Милтън], публикуван в списание „Училище“, и „Чеатриче Ченчи“ от Франческо Доменико Гуераци (Francesco Domenico Guerrazzi, 1804-1873). Автор на кратката нравоучител повест „Милкова ревност за първоначалните класове“ (1873), „Слова и проповеди“ (посмъртно изд. 1874), статии и др. Сътрудничи на списанията „Духовни книжици“ и „Училище", издавани от баща му Р. Блъсков, на в. „Македония“ и др.

## Съчинения
- Милкова ревност: „Нравоуч. разказ за децата / Димитър Рашков Блъсков“. Шумен, 1873 (1895).
- Беатриче Ченчи: италианска повест: Свитък I – III / Сочинена от Гвераци; превод от Д. Блъсков. Шумен: Издава са от Книжевното дружество, 1867-1868 (1884).
- Слова и проповеди, написани и сказвани у село Дивдядово от покойния священик Димитрия Р. Блъсков / Издава писарницата на повременното списание „Училище“ наместо останалите шест притурки за год. III. Букурещ: В печатницата на Д. Иванеска, 1874 г.